# Rolls-Royce RB.108

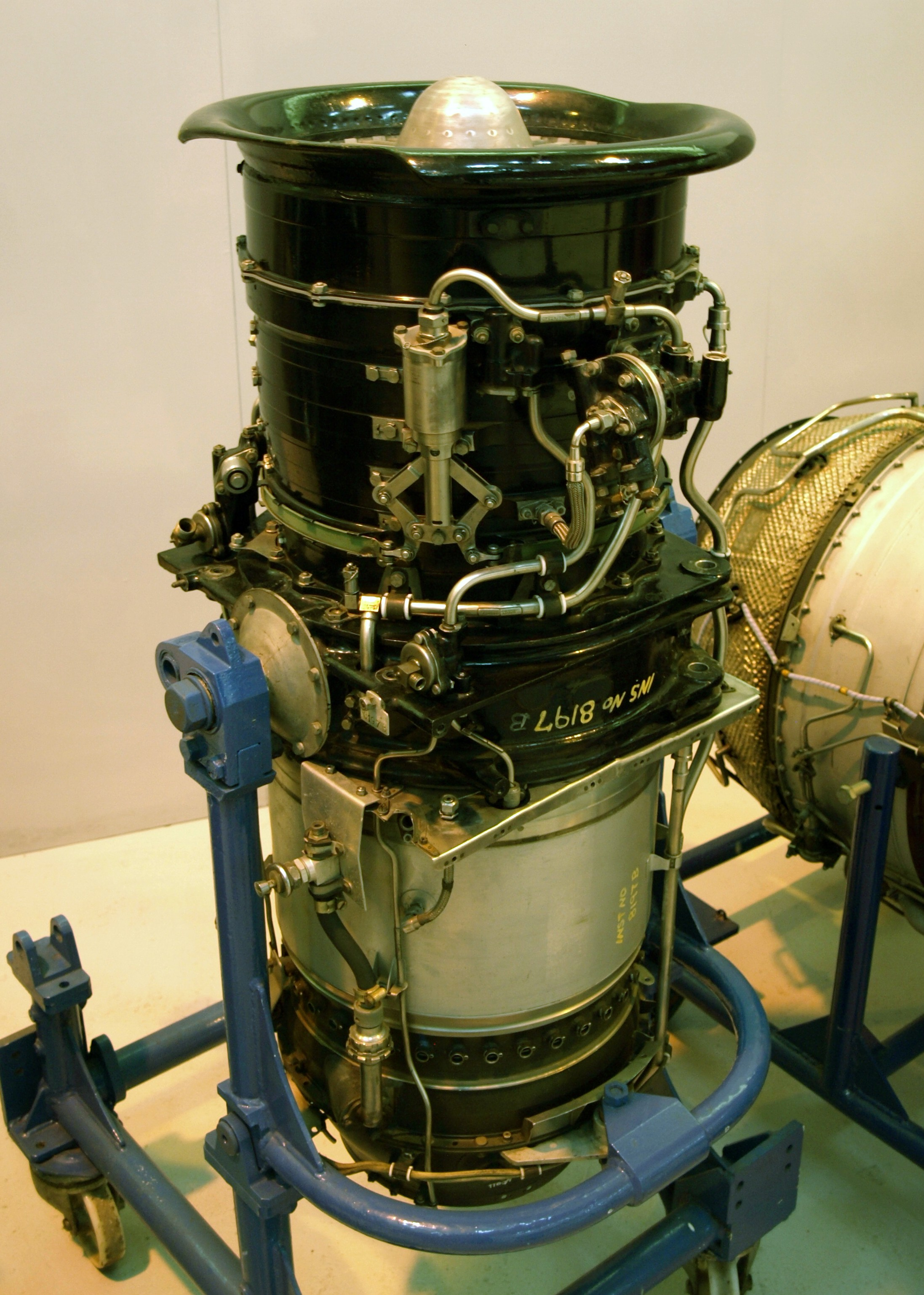
RB.108 im Royal Air Force Museum Cosford

Das RB.108 ist ein sehr einfach aufgebautes und leichtes Strahltriebwerk des  britischen  Herstellers Rolls-Royce aus den 1950er-Jahren. Durch die spezielle Art der Wellenlagerung und die Art des Schmierungssystems ist das Triebwerk besonders für einen vertikalen Einbau in Flugzeugen ausgelegt.

## Geschichte
Die Entwicklung der RB.108 wurde im November 1955 angekündigt. Der Typenprüfschub betrug 9 kN (2030 lb), zusätzlich können 11 % dieses Schubs als Zapfluft an die Steuereinrichtungen eines VTOL-Flugzeugs, die im Schwebeflug die Kontrolle um alle drei Achsen übernehmen, geliefert werden. Das Schub-Gewichts-Verhältnis als wichtige Größe für die Eignung als Hubtriebwerk beträgt 8:1. Die Weiterentwicklung der RB.108 stellt die RB.145 dar.

## Einsatz
- Short SC.1: fünf RB.108, vier Hubtriebwerke, ein Marschtriebwerk
- Dassault Balzac V: acht RB.108 als Hubtriebwerke
- VFW SG 1262: acht RB.108 im Schwebegestell zur Erprobung der Steuerungseinrichtungen der VFW-Fokker VAK 191 B
- Geplanter Einsatz in verschiedenen nicht verwirklichten Projekten der späten 1950er-Jahre.

## Technische Daten
| Kenngröße            | Daten |
| -------------------- | --- |
| Typ                  | Axial-Turbojet |
| Verdichter           | achtstufiger Axialverdichter aus Aluminium einteiliges Aluminiumgehäuse, Verdichtungsverhältnis 5,33 : 1, Massenfluss: 17,6 kg/s |
| Brennkammer          | Ringbrennkammer |
| Treibstoff           | Avtur (Aviation Turbine Fuel), entspricht NATO F-35                                                                              |
| Leitschaufeln        | Hohl, aus Nimonic 90 |
| Turbine              | zweistufige Axialturbine Gastemperatur nach der Turbine: 998 K                                                                   |
| Max. Durchmesser     | 0,528 m |
| Länge                | 1,227 m |
| Frontquerschnitt     | 0,21 m² |
| Gewicht (trocken)    | 122 kg |
| Nominaler Standschub | 9,9 kN (einschließlich Zapfluft für die Steuerung)                                                                               |